# シスターズ・オブ・マーシー
シスターズ・オブ・マーシー（The Sisters of Mercy）は、イングランドのリーズにて、アンドリュー・エルドリッチを中心に結成したゴシックロック・バンド。

## 概要
ニュー・ウェイヴから派生する形で1980年代初頭に隆盛をみたゴシック・ロックの大家であり、バウハウスやザ・キュアーなどと並び「ゴス」を代表するバンドである。シスターズ・オブ・マーシーはこれまで3枚のオリジナル・アルバムを発表しているが、その都度バンドは解散時期を挟んでアルバム毎にメンバーチェンジを繰り返しており、唯一のオリジナルメンバーであるエルドリッチが全権を掌握する実質ソロ・プロジェクトに近い体制で活動してきた。
バンド名はレナード・コーエンの同名楽曲に由来するといわれている（なお、sister of mercyには俗語で売春婦の意がある）。

## 略歴

### 第1期（1979年 - 1985年）

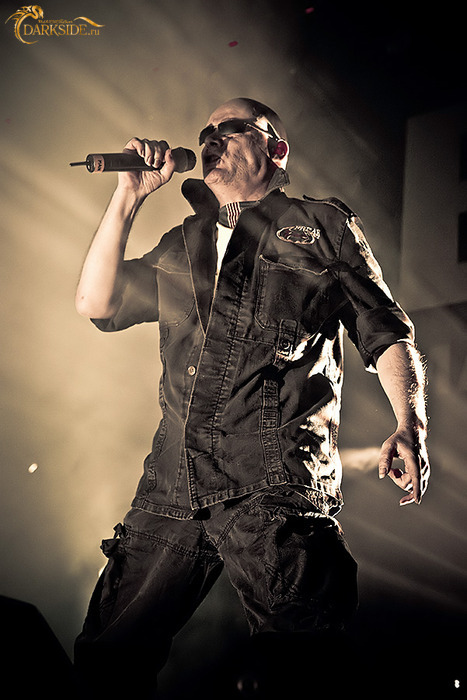
創設者アンドリュー・エルドリッチ（2009年撮影）

最初期はエルドリッチとギタリストのゲイリー・マークスの2人がバンドメンバーであり、エルドリッチがボーカルとドラムを兼任する形で2枚のシングルをレコーディングしている。その後、エルドリッチが正式メンバーとして「ドクター・アバランシュ（Doktor Avalanche）」と名付けたドラムマシンにビートを任せることでドラムレスの形態を取り、ギターに元デッド・オア・アライヴのウェイン・ハッセイ、ベースにグレッグ・アダムスを加えた4人（と1台）組としてデビュー・アルバム『マーシーの合言葉』を発表。しかしその直後、独裁的にイニシアティヴを発揮するエルドリッチと他の3人の関係が悪化しバンドは分裂。来日公演を目前に控えた1985年7月に解散を発表した。バンドを脱退したウェイン・ハッセイとグレッグ・アダムスは揃ってザ・ミッションを、ゲイリー・マークスはゴースト・ダンスというそれぞれが新たなゴシックロックのバンドを結成しエルドリッチのもとを去った。

### 第2期（1987年 - 1989年）
その後、エルドリッチも新バンドとして「シスターフッド（THE SISTERHOOD）」を立ち上げたもののすぐにその活動を収め、1987年に元ガン・クラブでザ・ダムドのデイヴ・ヴァニアンの妻であるパトリシア・モリスンを迎え入れてシスターズ・オブ・マーシーを再結成。ジム・スタインマンなどをプロデューサーに起用した2ndアルバム『フラッドランド』は、それまでのギター基調の音作りからキーボードと女性コーラスを効果的に取り入れた荘厳なゴシックサウンドを構築したことで絶賛を受け、商業的にもゴールド・ディスクを獲得し、バンドは商評ともに大きな成功を掴んだ。

### 第3期（1989年 - 1993年）
初期のメンバーと同様に、エルドリッチとの確執からモリスンもすぐにバンドを去ると、今度は元ジェネレーションXのベーシストでジグ・ジグ・スパトニックのトニー・ジェイムス、元オール・アバウト・イヴのティム・ブリッチェノらを新たに加え、1990年に3rdアルバム『ヴィジョン・シング』を制作。前作に引き続きジム・スタインマンがプロデュースを担当しつつ、一部にヘヴィメタルを数多く手掛けるクリス・タンガリーディスもプロデューサーに起用し、またマギー・ライリーを客演に迎えつつハードロック路線を提示した。このアルバム発表に伴う北米ツアーでは、ヒップホップ・グループであるパブリック・エナミーとの共演が企画されたり、ビッグ・オーディオ・ダイナマイトのダン・ドノヴァンもこの時期に一時的に加入している。
その後は、サラ・ブライトマンなどの楽曲リミックスを手掛けたり、セックス・ピストルズの再結成ツアーのサポートを務めたりなど、散発的な活動に終始。その間、1990年代を通じてメンバーは常に流動を繰り返した。

### 再始動（1996年 - 現在）
1993年の『ヴィジョン・シング』ツアー終了と共に、本格的なバンド活動は停止状態にあったが、1996年からセックス・ピストルズのサポートを最初にライブ活動が再開され、小規模ながら2004年まで毎年ツアーも行われている。
2006年にはオリジナル・アルバム3作がリマスターされ、単発シングル、EP含むベストアルバムとB面集も再発された。
2011年には結成30周年を記念した世界ツアーが行われ、その一環で、過去2度直前キャンセルとなっていた初来日がフジロック・フェスティバルへの出演で実現している。

## メンバー
※2020年11月時点

### 現ラインナップ
- アンドリュー・エルドリッチ（Andrew Eldritch） - ボーカル/キーボード/ギター (1980– )

（※eldritchには形容詞として「不気味な」と云うほどの意味がある）
- ベン・クリスト（Ben Christo） - ギター (2006– )
- 海（かい） - ギター (2023– )

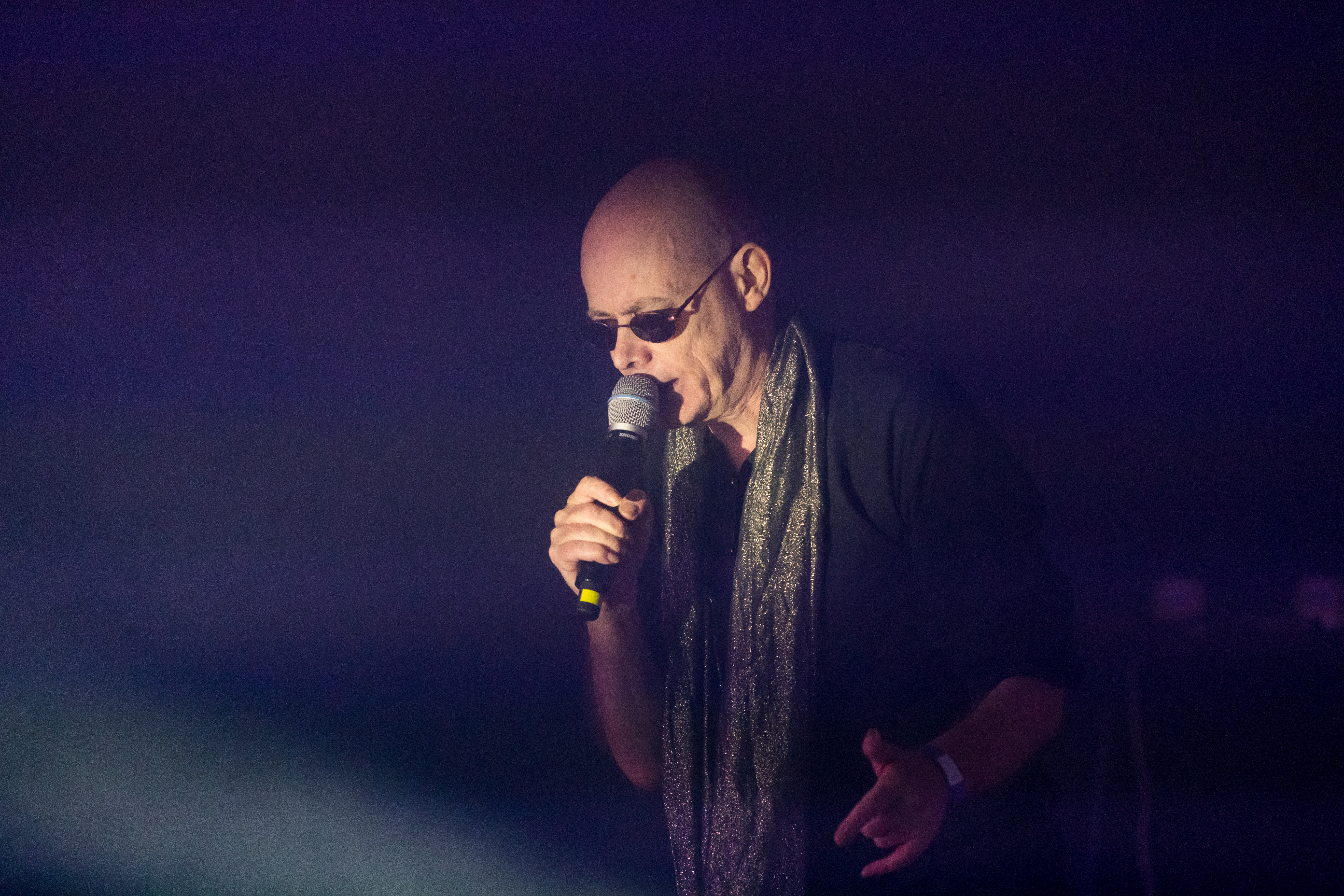
アンドリュー・エルドリッチ(Vo) 2019年
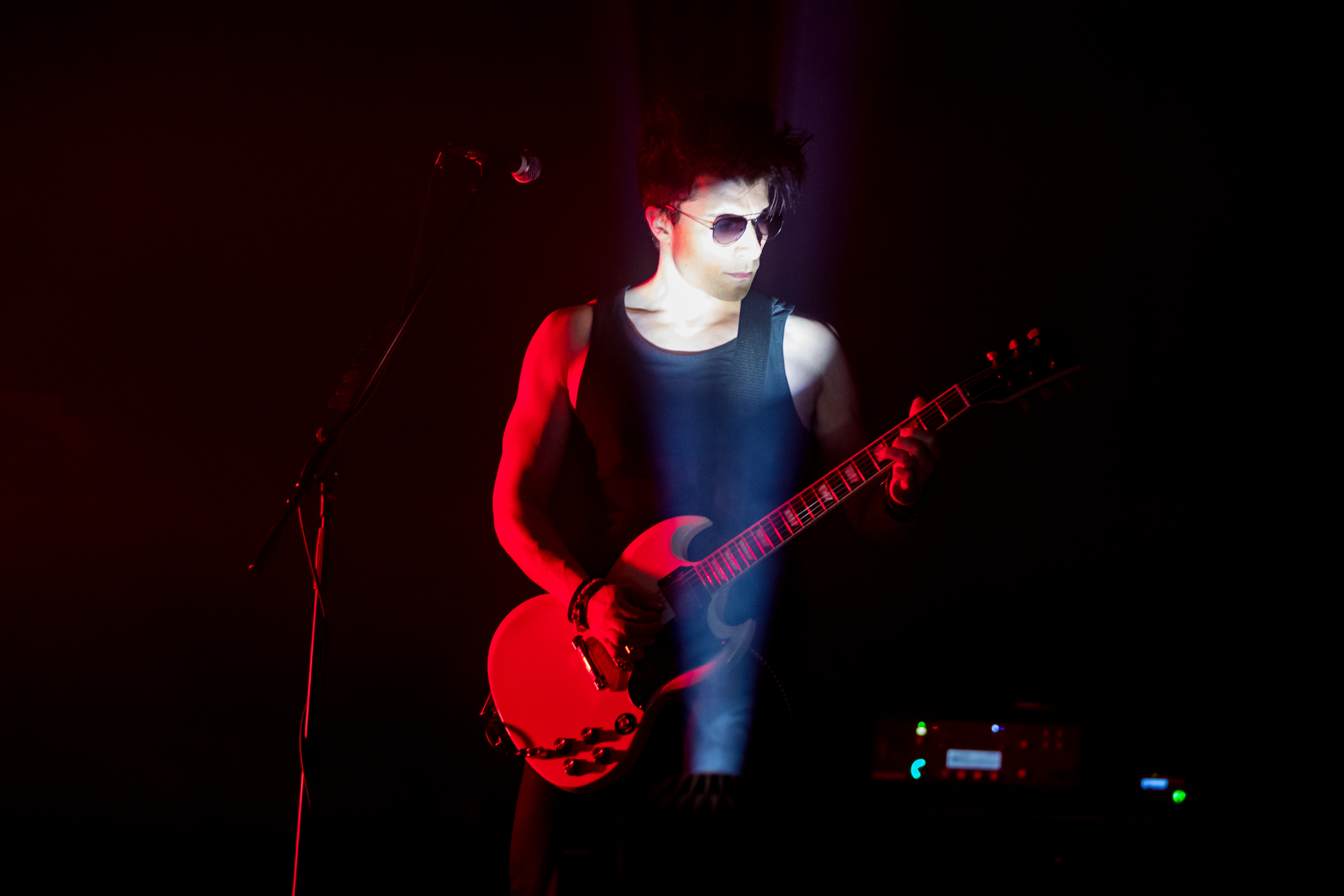
ベン・クリスト(G) 2019年
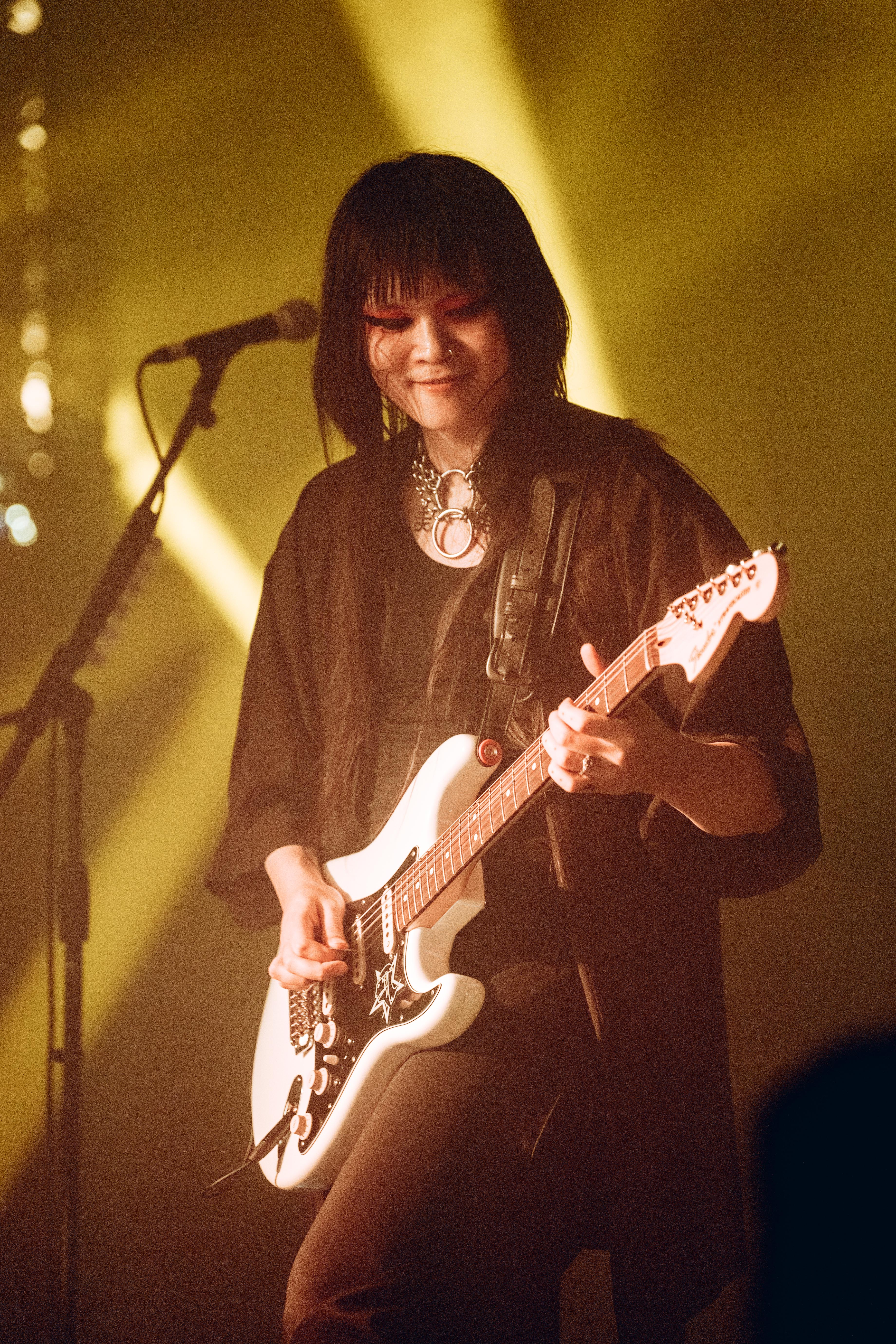
海(G) 2024年

### 旧メンバー
- ゲイリー・マークス（Gary Marx） - ギター/ボーカル (1980–1985)
- キース・フラー（Keith Fuller） - ボーカル (1980)
- クレア・シアーズビー（Claire Shearsby） - キーボード (1980)[27]
- ジョン・ラングフォード（Jon Langford） - キーボード (1980)[26]
- デイヴ・ハンフリー（Dave Humphrey） - ギター (1981)[28]
- トム・アシュトン（Tom Ashton） - ギター (1981)[28]
- クレイグ・アダムス（Craig Adams） - ベース (1981–1985)
- ベン・ガン（Ben Gunn） - ギター (1981–1983)
- ウェイン・ハッセイ（Wayne Hussey） - ギター (1983–1985)
- パトリシア・モリソン（Patricia Morrison） - ベース (1987–1989)
- アンドレアス・ブルーン（Andreas Bruhn） - ギター (1989–1993)
- トニー・ジェイムス（Tony James） - ベース (1989–1991)
- ティム・ブリケーノ（Tim Bricheno） - ギター (1990–1992)
- アダム・ピアソン（Adam Pearson） - ギター (1993–2006)
- クリス・シーハン（Chris Sheehan） - ギター (1996, 2000–2005)
- マイク・ヴァルジャク（Mike Varjak） - ギター (1997–2000)
- クリス・カタリスト（Chris Catalyst） - ギター (2005–2019)
- ディラン・スミス（Dylan Smith） - ギター (2019–2023)

## ディスコグラフィ

### スタジオ・アルバム
- 『マーシーの合言葉』 - First and Last and Always (1985年)
- 『フラッドランド』 - Floodland (1987年)
- 『ヴィジョン・シング』 - Vision Thing (1990年)

### コンピレーション・アルバム
- 『サム・ガールズ・ワンダー・バイ・ミステイク』 - Some Girls Wander by Mistake (1992年) ※B面集
- 『グレイテスト・ヒッツ』 - A Slight Case of Overbombing: Greatest Hits Vol.1 (1993年) ※ベスト盤